# لیودمیلا نازارنکو
لیودمیلا نازارنکو (انگلیسی: Liudmyla Nazarenko؛ زادهٔ ۴ اکتبر ۱۹۶۵) بازیکن زن بسکتبال اهل اوکراین بود.